# Leukippos (Messenien)
Leukippos (altgriechisch Λεύκιππος Leúkippos) ist in der griechischen Mythologie König von Messenien und der Vater der nach ihm benannten Leukippiden.
Leukippos ist der Sohn des Perieres und der Gorgophone, seine Brüder sind Aphareus, Tyndareos und Ikarios. Die Herrschaft über Messenien teilt er sich mit seinem Bruder Aphareus. Mit seiner Gattin Philodike hatte er die Töchter Hilaeira und Phoibe, die so genannten Leukippiden, die von den Dioskuren entführt werden, sowie die Arsinoë, die von Apollon die Mutter des Asklepios ist.
Pausanias berichtet davon, dass nach messenischer Überlieferung die lakonische Stadt Leuktron von Leukippos gegründet wurde, was Pausanias wegen der dortigen Verehrung des Asklepios glaubhaft schien. Ovid nennt ihn unter den Teilnehmern auf der Jagd nach dem Kalydonischen Eber.

## Nachweise
1. ↑  Stesichoros in der Bibliotheke des Apollodor 1,9,5; 3,10,3; Johannes Tzetzes 511; Pausanias 4,2,3; 4,31,9; 2,26,6; Hyginus Mythographus, Fabulae 80; Ovid, Fasti 5,702
2. ↑  Pausanias 3,26,3
3. ↑  Ovid, Metamorphosen 8,306